# Krzywa (obwód iwanofrankiwski)
Krzywa (ukr. Крива) – wieś na Ukrainie w rejonie rożniatowskim obw. iwanofrankiwskiego.